# Mais ne nous délivrez pas du mal
Ne doit pas être confondu avec Délivrez-nous du mal ou Délivre-nous du mal.
Pour plus de détails, voir Fiche technique et Distribution.
Mais ne nous délivrez pas du mal est un film français de Joël Séria sorti en 1971. Son scénario s'inspire librement d'un tragique fait divers survenu en 1954 en Nouvelle-Zélande, l'affaire Parker-Hulme.

## Synopsis
Deux jeunes filles, pensionnaires dans une institution religieuse, décident de vouer leur vie au mal. Entre autres transgressions, elles provoquent des hommes, avec des conséquences progressivement dramatiques.

## Fiche technique
Sauf indication contraire, les informations mentionnées dans cette section peuvent être confirmées par les bases de données cinématographiques  présentes dans la section « Liens externes ».
- Titre : Mais ne nous délivrez pas du mal
- Réalisation et scénario : Joël Séria
- Musique : Dominique Ney, Claude Germain
- Costumes : Simone Vassort
- Photographie : Marcel Combes
- Montage : Philippe Gosselet
- Pays de production :  France
- Langue originale : français
- Format : couleur (Eastmancolor) — 35 mm — 1,66:1 — son mono
- Genre : drame, horreur
- Durée : 102 minutes
- Dates de sortie :
  - France : mai 1971 (Festival de Cannes - Quinzaine des réalisateurs)[2] ; 26 janvier 1972 (sortie nationale) ; 26 mars 2025 (ressortie)
- Classification :
  - France : interdit aux moins de 16 ans

## Distribution
Sauf indication contraire, les informations mentionnées dans cette section peuvent être confirmées par les bases de données cinématographiques  présentes dans la section « Liens externes ».
- Jeanne Goupil : Anne de Boissy
- Catherine Wagener : Lore Fournier
- Bernard Dhéran : l'automobiliste
- Gérard Darrieu : Émile
- Michel Robin : Léon
- Marc Dudicourt : l'aumônier
- Véronique Silver : la comtesse de Boissy, la mère d'Anne
- Jean-Pierre Helbert : le comtes de Boissy, le père d'Anne
- Nicole Mérouze : Mme Fournier, la mère de Lore
- Henri Poirier : M. Fournier, le père de Lore
- Serge Frédéric : le curé
- René Berthier : Gustave
- Frédéric Nort : le facteur
- Jean-Daniel Ehrmann : le commissaire
- Ann Lewis
- Dominique Ney
- Nicole Gueden
- Francine Istel

## Accueil

### Critiques
Selon Sylvain Perret, « la frontière entre le vulgaire et l’intelligence est parfois ténue, mais ici, au-delà de son parfum provocant et sulfureux, nous tenons en fait un des plus grands films français des années 1970, voire un grand film tout court, toujours aussi grandiose, intelligent et unique quatre décennies plus tard ».

### Distinctions
Le film est présenté au festival de Cannes 1971 dans la sélection parallèle de la Quinzaine des réalisateurs.

## Musique originale
- Composition : Dominique Ney
- Interprétation : Danielle Licari, Anne Germain, Claude Germain
- Chanson-thème Dis, ferme un instant les yeux interprétée par Anne Germain. Un 45 tours de la bande originale a été édité à l'époque de la sortie du film, comprenant notamment la chanson.

## Autour du film
- Le directeur de conscience est inspiré de celui qu'avait eu Joël Séria à l'Institution Mongazon[5]
- Plusieurs actrices furent pressenties, comme Nathalie Drivet ( qui incarnait Josyane dans Charlie et ses deux nénettes en 1973) , mais la majorité étant alors à 21 ans, des parents refusèrent la participation de leur enfant à ce film : « la directrice de la censure à l'époque, c'était la femme de Roger Hanin, Christine Gouze-Rénal. J'avais dîné chez eux parce que j'avais proposé à Roger Hanin une pièce de théâtre, une adaptation d'un roman de James Hadley Chase, et ça s'était bien passé. Mais quand elle a vu le film, elle s'est levée et a quitté la salle en fureur. Elle croyait que les filles avaient vraiment 15 ans !  »[5]
- Le manga Aku no Hana (les Fleurs du mal) de Shuzo Oshimi est indirectement inspirée par ce film selon les propres mots du mangaka. L’auteur se dit influencé par un podcast de Tohohiro Machiyama, un critique japonais ayant traité du film. Sans avoir vu le film au moment de l’écriture des premiers mangas, il produit une œuvre parallèle à « Mais ne nous délivrez pas du mal! », et il considère , après avoir vu le long métrage, que c’est « un film incontournable ».
- Le film se vit refuser un visa d'exploitation et fut donc frappé d'interdiction totale d'exploitation pour le caractère "toxique" de l'intrigue. Il ne reçut un visa d'exploitation que le 21 janvier 1972, ce qui permit à des distributeurs britanniques de le décrire comme "Le film français interdit en France" ("The French film banned in France!")[6],[7].

Rappelant les observations faites au stade de la précensure au sujet des risques que pouvait encourir le producteur en mettant en œuvre la réalisation de ce film, la Commission constate que ce dernier tient largement les promesses du découpage. Le thème, extrêmement audacieux en soi, a été exploité à fond et donne lieu à une œuvre que la Commission considère comme l’une des plus malsaines qu’elle ait eu à examiner en raison de la perversité, du sadisme et des ferments de destruction morale et mentale qui y sont contenus. L’ensemble de ces motifs conduit la Commission à proposer l’application d’une mesure d’interdiction totale de représentation dudit film. (Avis en formation plénière rendu le 20 avril 1971)